# 10 sur l'échelle de Richter
10 sur l'échelle de Richter (Richter 10) est un roman d'anticipation de Mike McQuay et Arthur C. Clarke, publié en 1996.
Clarke s’est contenté, comme il s’en explique clairement dans sa postface, d’écrire un synopsis de 850 mots, tandis que le roman a été entièrement rédigé par Mike McQuay.

## Résumé
En 2025, la Terre est bouleversée par une série de séismes, conséquences directes des explosions nucléaires qui ont fait rage quelques années auparavant. Ainsi, à la fin du XXe siècle, un séisme en Californie a fait de Lewis Crane un orphelin. 
Des années plus tard, Crane est devenu un scientifique respecté et lauréat d'un Prix Nobel. La fondation Lewis Crane, mise sur pied afin de faire avancer la recherche sur les tremblements de terre, est parvenue à prédire le lieu, le moment et l'intensité des séismes. Une première prédiction permet de prendre des mesures et d'éviter l'anéantissement de l'île de Sado. Or, la fondation a peut-être une solution radicale pour régler le problème des séismes une fois pour toutes, mais encore lui faut-il convaincre des gens importants.